# Агэмацу, Нориясу
Нориясу Агэмацу (яп. 上松 範康 Агэмацу Нориясу, род. 1 марта 1978) — японский композитор и дирижёр.

## Об артисте
Родился в районе Минамиазуми, Нагано, Япония, в 1978 году.
Представитель музыкального офиса Aria Entertainment и музыкальной группы Elements Garden. Является автором музыки для многих мультфильмов в стиле аниме, а также игр связанных с аниме Помимо сочинения и аранжировки музыки Нориясу является автором многих текстов, которые легли в основу песен.
Известен созданием музыки к аниме-сериалам Uta no Prince-sama и Symphogear.

## Саундтреки к аниме
- 2004 — Girls Bravo
- 2005 — Magical Girl Lyrical Nanoha A’s (открывающая тема ETERNAL BLAZE)
- 2005 — Kidou Shinsengumi Moeyo Ken TV
- 2006 — Renkin San-kyuu Magical? Pokaan
- 2006 — Mamoru-kun was Blessed by a Goddess!
- 2007 — Venus Versus Virus (открывающая тема Bravin' Bad Brew)
- 2008 — H2O: Footprints in the Sand (открывающая тема Katayoku no Icarus)
- 2008 — Rosario + Vampire (закрывающая тема Dancing in the velvet moon)
- 2008 — Kimi ga Aruji de Shitsuji ga Ore De: They Are My Noble Masters
- 2008 — Ga-Rei: Zero
- 2008 — Special A (вторые открывающая и закрывающая темы)
- 2008 — Rosario + Vampire Capu2 (открывающая тема DISCOTHEQUE)
- 2009 — White Album (открывающая тема Shin Ai)